# Zbigniew Bielawski
Zbigniew Bielawski (ur. 2 maja 1952 we Wrocławiu) – polski judoka, sędzia i działacz sportowy, wielokrotny mistrz i reprezentant Polski, brązowy medalista mistrzostw Europy (1977), zwycięzca zawodów Przyjaźń-84.

## Życiorys
Od 1969 uprawiał judo w barwach AZS AWF Wrocław. W swojej karierze zdobył jedenaście tytułów indywidualnego mistrza Polski (1973 i 1975 w kategorii 93 kg, 1977 i 1979 w kategorii 86 kg, 1981, 1982, 1983, 1988 i 1989 w kategorii 95 kg, 1977 i 1981 - w kategorii open), sześć srebrnych medali MP (1974 - kat. 93 kg, 1975, 1980, 1984, 1989 - kat. open, 1986 - kat. 95 kg) oraz dziewięć brązowych medali mistrzostw Polski (1972, 1976 - kat. 93 kg, 1978, 1979, 1983, 1988 - kat. open, 1984, 1985, 1992 - kat. 95 kg). Ponadto wywalczył sześciokrotnie drużynowe mistrzostwo Polski (1974, 1977, 1978, 1981, 1983, 1988), sześciokrotnie drużynowe wicemistrzostwo Polski (1973, 1980, 1982, 1984, 1989, 1990), pięciokrotnie brązowy medal drużynowy medal mistrzostw Polski (1972, 1975, 1976, 1979, 1987). W 1972 był też młodzieżowym wicemistrzem Polski.
Jego największymi sukcesami na arenie międzynarodowej było zwycięstwo w zawodach Przyjaźń-84 w kategorii 95 kg, brązowy medal mistrzostw Europy w 1977 w kategorii 86 kg oraz brązowy medal mistrzostw Europy drużynowo w 1975. Ponadto był też brązowym medalistą akademickich mistrzostw świata w 1974.
Jest absolwentem studiów elektronicznych na Politechnice Wrocławskiej. Po zakończeniu kariery zawodniczej był sędzią turniejów w judo, m.in. mistrzostw Europy seniorów w 1996 i 2000. Od 2002 jest prezesem Dolnośląskiego Związku Judo.
Posiada stopień 7 dan.